# Glyptosaurinae
De Glyptosaurinae vormen een onderfamilie van uitgestorven hagedissen uit de familie hazelwormen (Anguidae).
De groep kwam voor in het Laat-Krijt en Paleogeen op de noordelijke continenten en domineert hagedisfauna’s op verschillende Noord-Amerikaanse fossielenlocaties, waaronder de Wasatch-formatie en de Willwood-formatie. De glyptosauriërs hadden als belangrijk uiterlijk kenmerk osteodermen, beenplaatjes die de huid versterkten.